# تشارلز كيسلر
تشارلز كيسلر هو لاعب هوكي الجليد سويسري، ولد في 11 يناير 1911 في Rossa, Switzerland ‏ في سويسرا، وتوفي في 10 أبريل 1998 في Itingen ‏ في سويسرا.

## وصلات خارجية
- تشارلز كيسلر على موقع EliteProspects.com (الإنجليزية)
- تشارلز كيسلر على موقع أوليمبيديا (الإنجليزية)